# Centrum för vetenskapshistoria
Centrum för vetenskapshistoria inrättades 1988 och är det enda av Kungliga Vetenskapsakademiens institut med humanistisk-samhällsvetenskaplig ämnesinriktning och inrättades genom en donation av Tomas Fischer.
Forskningsinstitutet ligger vid akademins huvudbyggnad i Frescati på Djurgården, Stockholm.